# Beate Mensch
Beate Mensch (* 11. April 1962 in Düsseldorf) ist eine deutsche Gewerkschafterin, als die sie seit 1991 in verschiedenen leitenden Funktionen tätig ist. Sie war Mitglied im Bundesvorstand der Vereinten Dienstleistungsgewerkschaften, zudem war sie im Aufsichtsrat der Commerzbank.

## Leben und Werdegang
Auf das Abitur 1981 folgte bis 1988 das Studium der Pädagogik, das Mensch diplomiert abschloss. Darauf arbeitete sie als Diplom-Pädagogin zwei Jahre an der Resozialisierung von straffälligen Jugendlichen, dann war sie von 1991 bis 2001 Sekretärin der Gewerkschaft Handel, Banken und Versicherungen und wechselte darauf zu „ver.di.“. Dort war sie ebenfalls Sekretärin und betraut mit der Gestaltung des Fusionsprozesses der ehemaligen einzelnen Gewerkschaften in ver.di sowie dem Landesbezirk Nordrhein-Westfalen. Sie war Mitglied im Bundesvorstand der Vereinten Dienstleistungsgewerkschaften.
Beate Mensch ist seit 1999 Mitglied in verschiedenen Aufsichtsräten gewesen:
- 1999–2005: Spar Handelsgesellschaft
- 2004–2006: Gerling
- 2008–2010: Unicredit Bank
- seit 2013: Commerzbank
- seit 2014: Münchener Rück